# Okręg wyborczy województwo sieradzkie do Senatu Rzeczypospolitej Polskiej
Okręg wyborczy województwo sieradzkie do Senatu Rzeczypospolitej Polskiej obejmował w latach 1989–2001 obszar województwa sieradzkiego. Wybierano w nim 2 senatorów, przy czym w latach 1989–1991 obowiązywała zasada większości bezwzględnej, zaś w latach 1991–2001 większości względnej.
Powstał w 1989 wraz z przywróceniem instytucji Senatu. Zniesiony został w 2001, na jego obszarze utworzono nowe okręgi nr 10 i 11.
Siedzibą okręgowej komisji wyborczej był Sieradz.

## Reprezentanci okręgu
| Rok  | Senator komitet wyborczy                 | Senator komitet wyborczy                     | Senator komitet wyborczy                 | Senator komitet wyborczy                                                                                 |
| ---- | ---------------------------------------- | -------------------------------------------- | ---------------------------------------- | --- |
| 1989 |                                          | Tadeusz Zieliński                            |                                          | Andrzej Tomaszewicz                                                                                      |
| 1991 |                                          | Edmund Jagiełło Regionowi i Polsce           |                                          | Sylwester Gajewski Polskie Stronnictwo Ludowe Sojusz Programowy (1991) Polskie Stronnictwo Ludowe (1993) |
| 1993 |                                          | Henryk Kanicki Polskie Stronnictwo Ludowe    |                                          | Sylwester Gajewski Polskie Stronnictwo Ludowe Sojusz Programowy (1991) Polskie Stronnictwo Ludowe (1993) |
| 1997 |                                          | Jerzy Pieniążek Sojusz Lewicy Demokratycznej |                                          | Stanisław Cieśla Akcja Wyborcza Solidarność                                                              |
| 2001 | okręg zniesiony, patrz okręgi nr 10 i 11 | okręg zniesiony, patrz okręgi nr 10 i 11     | okręg zniesiony, patrz okręgi nr 10 i 11 | okręg zniesiony, patrz okręgi nr 10 i 11                                                                 |

## Wyniki wyborów
Symbolem „●” oznaczono senatorów ubiegających się o reelekcję.

### Wybory parlamentarne 1989
| Kandydat                                                          | Głosów | %     |
| ----------------------------------------------------------------- | ------ | ----- |
| Tadeusz Zieliński                                                 | 91 245 | 59,08 |
| Andrzej Tomaszewicz                                               | 84 759 | 54,88 |
| Waldemar Zmaczyński                                               | 27 333 | 17,70 |
| Andrzej Pągowski                                                  | 23 651 | 15,31 |
| Zofia Sobczak                                                     | 17 794 | 11,52 |
| Stanisław Szczepaniak                                             | 11 963 | 7,75  |
| Henryk Krakowski                                                  | 7760   | 5,03  |
| Jan Walczak                                                       | 5941   | 3,85  |
| Liczba głosów ważnych: 154 440 Źródło: Państwowa Komisja Wyborcza |        |       |

### Wybory parlamentarne 1991
| Kandydat                                              | Kandydat             | Komitet wyborczy                                      | Głosów |
| ----------------------------------------------------- | -------------------- | ----------------------------------------------------- | ------ |
|                                                       | Edmund Jagiełło      | Regionowi i Polsce                                    | 21 600 |
|                                                       | Sylwester Gajewski   | Polskie Stronnictwo Ludowe Sojusz Programowy          | 20 170 |
|                                                       | Andrzej Pągowski     | Lokalny KW Andrzeja Pągowskiego                       | 17 507 |
|                                                       | Antoni Piotrowicz    | Wyborcza Akcja Katolicka                              | 16 380 |
|                                                       | Jacek Górski         | Sojusz Lewicy Demokratycznej                          | 15 864 |
|                                                       | Andrzej Tomaszewicz● | Porozumienie Obywatelskie Centrum                     | 14 834 |
|                                                       | Józef Ejsmont        | Lokalny KW Józefa Ejsmonta                            | 14 528 |
|                                                       | Stanisław Cieśla     | Lokalny KW Stanisława Cieśli                          | 13 854 |
|                                                       | Ireneusz Jankowski   | Sojusz Lewicy Demokratycznej                          | 13 642 |
|                                                       | Wiesław Korczak      | Polskie Stronnictwo Ludowe Sojusz Programowy          | 11 457 |
|                                                       | Zdzisław Miłek       | Wyborcza Akcja Katolicka                              | 10 923 |
|                                                       | Marianna Czekaj      | Mikołajczykowskie Stronnictwo Ludowe „Żywią i Bronią” | 10 828 |
|                                                       | Krzysztof Górski     | Porozumienie Obywatelskie Centrum                     | 10 383 |
|                                                       | Andrzej Owczarek     | Lokalny KW Andrzeja Owczarka                          | 8224   |
| Frekwencja: 37,57% Źródło: Państwowa Komisja Wyborcza |                      |                                                       |        |

### Wybory parlamentarne 1993
| Kandydat                                              | Kandydat             | Komitet wyborczy                    | Głosów |
| ----------------------------------------------------- | -------------------- | ----------------------------------- | ------ |
|                                                       | Sylwester Gajewski●  | Polskie Stronnictwo Ludowe          | 44 209 |
|                                                       | Henryk Kanicki       | Polskie Stronnictwo Ludowe          | 39 381 |
|                                                       | Jarosław Olszewski   | Sojusz Lewicy Demokratycznej        | 32 917 |
|                                                       | Stefania Gąsiorowska | Sojusz Lewicy Demokratycznej        | 31 683 |
|                                                       | Stanisław Cieśla     | KW Stanisława Cieśli                | 24 191 |
|                                                       | Andrzej Mataśka      | Konfederacja Polski Niepodległej    | 18 684 |
|                                                       | Danuta Skrzypińska   | Samorządowy KW Danuty Skrzypińskiej | 18 131 |
|                                                       | Eugeniusz Dura       | Samoobrona – Leppera                | 16 884 |
|                                                       | Zdzisław Grzelak     | Samoobrona – Leppera                | 16 870 |
|                                                       | Andrzej Tomaszewicz  | „Zjednoczenie Polskie”              | 10 932 |
|                                                       | Wiesław Sawicki      | Polska Partia Przyjaciół Piwa       | 6718   |
| Frekwencja: 51,14% Źródło: Państwowa Komisja Wyborcza |                      |                                     |        |

### Wybory parlamentarne 1997
| Kandydat                                              | Kandydat                 | Komitet wyborczy                                     | Głosów |
| ----------------------------------------------------- | ------------------------ | ---------------------------------------------------- | ------ |
|                                                       | Jerzy Pieniążek          | Sojusz Lewicy Demokratycznej                         | 42 944 |
|                                                       | Stanisław Cieśla         | Akcja Wyborcza Solidarność                           | 37 459 |
|                                                       | Zbigniew Piotrowski      | Akcja Wyborcza Solidarność                           | 26 475 |
|                                                       | Sylwester Gajewski●      | Polskie Stronnictwo Ludowe                           | 25 485 |
|                                                       | Mirosław Rżanek          | Sojusz Lewicy Demokratycznej                         | 22 588 |
|                                                       | Krystyna Grabicka        | Ruch Odbudowy Polski                                 | 18 814 |
|                                                       | Mieczysław Łuczak        | Polskie Stronnictwo Ludowe                           | 16 471 |
|                                                       | Helena Płóciennik-Wasiak | Krajowa Partia Emerytów i Rencistów                  | 14 560 |
|                                                       | Władysław Tomaszewski    | KW Władysława Tomaszewskiego - Kandydata na Senatora | 6433   |
|                                                       | Zbigniew Janiszewski     | Blok dla Polski                                      | 4958   |
|                                                       | Władysław Tomczyk        | Blok dla Polski                                      | 3262   |
| Frekwencja: 42,35% Źródło: Państwowa Komisja Wyborcza |                          |                                                      |        |